# Rhinoncus inconspectus
Rhinoncus inconspectus är en skalbaggsart som först beskrevs av Herbst 1795.  Rhinoncus inconspectus ingår i släktet Rhinoncus, och familjen vivlar. Arten är reproducerande i Sverige.